# Bridgewater (Canada)
Bridgewater is een plaats (town) in de Canadese provincie Nova Scotia en telt 7944 inwoners (2006). De oppervlakte bedraagt 13,61 km².